# Richard Miller (Leichtathlet)
Richard Miller (Richard Dennis William „Dick“ Miller; * 14. Februar 1929 in Belfast; † 7. Januar 2021) war ein britischer Speerwerfer.
Bei den Olympischen Spielen 1952 in Helsinki kam er auf den 14. Platz.
Für Nordirland startend wurde er bei den British Empire and Commonwealth Games 1958 in Cardiff Vierter und 1962 in Perth Siebter.
Fünfmal wurde er Nordirischer Meister (1951, 1962–1964, 1966). Seine Bestleistung von 74,30 m stellte er am 27. Juli 1963 in Chiswick auf.